# Нака Юдзі
Ю́дзі На́ка  (яп. 中 裕司 Нака Ю:дзі, нар. 17 вересня 1965, Осака, префектура Осака, Японія)  також відомий як YU2 і Muuu Yuji — японський геймдизайнер та програміст. У минулому був головою Sonic Team; на даний момент є головою Prope. Сайт IGN поставив Наку на 47 місце в списку «Ста найбільших творців ігор всіх часів».

## Біографія

### Раннє життя
Нака навчився програмувати за рахунок публікації в журналах кодів для відеоігор. Досвід спонукав його вивчити написання кодів під час середньої школи. Після закінчення середньої школи Наку вирішив пропустити університет і залишитися в Осаці. У той час він багато працював на різних низькооплачуваних роботах.

### Кар'єра
Спочатку хотів іти в компанію Namco, але оскільки на роботу потрібні люди з вищою освітою, Нака був прийнятий у Sega як помічник програміста. Взявся до роботи над грою girl's Garden, яка принесла йому похвалу критиків і вдячність. Але більшу популярність мав як програміст перших ігор серії Sonic the Hedgehog, а також як творець ігор Nights into Dreams..., Burning Rangers і Phantasy Star Online.
Нака також допомагав створити популярну гру для EyeToy Sega Superstars. В Shadow the Hedgehog один з солдатів G. U. N каже фразу «Пан Юдзі Нака в порядку» (англ. Mister Yuji Naka is all right). З'являється як Virtua Striker 3 разом з Соніком, Тейлзом, Наклзом, Емі, Еггманом і Чао.
23 травня 2006 року, Нака заснував незалежну від Sonic Team і Sega Studio USA компанію Prope. Однак в 2012 році заявив, що він хоче знову повернутися в Sega.
У січні 2018 перейшов на роботу в Square Enix. З його заяв, він не бажає більше бути у Sega, позаяк не отримує задоволення від розробки ігор.

## Доробок
| Відеоігри                               | Відеоігри | Відеоігри                                | Відеоігри                                              |
| Назва                                   | Рік       | Роль                                     | Примітка                                               |
| --------------------------------------- | --------- | ---------------------------------------- | ------------------------------------------------------ |
| Girl's Garden                           | 1984      | Дизайнер, програміст                     |                                                        |
| Space Harrier                           | 1985      | Провідний програміст                     | У титрах вказаний як Nitta Tai Yuji                    |
| Great Baseball                          | 1985      | Програміст                               |                                                        |
| F-16 Fighting Falcon                    | 1985      | Програміст                               |                                                        |
| Black Belt (Hokuto no Ken)              | 1986      | Програміст                               |                                                        |
| Out Run                                 | 1986      | Провідний програміст                     | Версія для Master System                               |
| Spy vs. Spy                             | 1986      | Провідний програміст                     |                                                        |
| Phantasy Star                           | 1987      | Головний програміст                      | У титрах вказаний як Muuuu Yuji                        |
| Space Harrier 3D                        | 1988      | Висловлена особлива подяка               | У титрах вказаний як Muuu Yuji                         |
| Super Thunder Blade                     | 1988      | Виконавчий продюсер, головний програміст | У титрах вказаний як Muuuu Yuji                        |
| Phantasy Star II                        | 1989      | Продюсер, програміст                     | У титрах вказаний як Muuuu Yuji                        |
| Ghouls'n Ghosts                         | 1989      | Провідний програміст                     | Версія для Sega Mega Drive                             |
| Phantasy Star III: Generations of Doom  | 1990      | Висловлена особлива подяка               |                                                        |
| Sonic the Hedgehog                      | 1991      | Програміст, менеджер з проекту           | У титрах вказаний як YU2                               |
| Sonic the Hedgehog 2                    | 1992      | Головний програміст, менеджер з проекту  |                                                        |
| Sonic the Hedgehog Spinball             | 1993      | Висловлена подяка                        |                                                        |
| Sonic the Hedgehog 3                    | 1994      | Продюсер, Провідний програміст           |                                                        |
| Sonic & Knuckles                        | 1994      | Продюсер, Провідний програміст           |                                                        |
| Nights into Dreams…                     | 1996      | Продюсер, програміст                     |                                                        |
| Christmas Nights                        | 1996      | Продюсер, програміст                     |                                                        |
| Sonic 3D                                | 1996      | Консультант                              |                                                        |
| Sonic Jam                               | 1997      | Продюсер                                 |                                                        |
| Sonic R                                 | 1997      | Генеральний продюсер, супервайзер        |                                                        |
| Burning Rangers                         | 1998      | Продюсер                                 |                                                        |
| Sonic Adventure (DX: Director's Cut)    | 1998/2003 | Продюсер                                 |                                                        |
| ChuChu Rocket!                          | 1999      | Продюсер, керівник                       | Версія для Dreamcast                                   |
| Sonic the Hedgehog Pocket Adventure     | 1999      | Супервайзер, продюсер                    | У титрах вказаний як Y. Naka                           |
| Samba de Amigo                          | 2000      | Продюсер                                 |                                                        |
| Samba de Amigo Ver.2000                 | 2000      | Продюсер                                 |                                                        |
| Phantasy Star Online                    | 2000      | Продюсер                                 |                                                        |
| ChuChu Rocket!                          | 2001      | Продюсер, керівник                       | Версія для Game Boy Advance                            |
| Sonic Adventure 2 (Battle)              | 2001/2002 | Продюсер                                 |                                                        |
| Phantasy Star Online Ver.2              | 2001      | Продюсер                                 |                                                        |
| Sonic Advance                           | 2001      | Продюсер                                 |                                                        |
| Sonic Mega Collection (Plus)            | 2002/2004 | Продюсер                                 |                                                        |
| Sonic Advance 2                         | 2002      | Продюсер                                 |                                                        |
| Phantasy Star Online Episode 1 & 2 Plus | 2003      | Продюсер                                 |                                                        |
| Sonic Pinball Party                     | 2003      | Продюсер                                 |                                                        |
| Billy Hatcher and the Giant Egg         | 2003      | Продюсер                                 |                                                        |
| Sonic Battle                            | 2003      | Продюсер                                 |                                                        |
| Sonic Heroes                            | 2003      | Продюсер                                 |                                                        |
| Sonic Advance 3                         | 2004      | Продюсер                                 |                                                        |
| Virtua Quest                            | 2004      | Висловлена особлива подяка               |                                                        |
| Feel the Magic: XY/XX                   | 2004      | Головний продюсер                        |                                                        |
| Puyo Pop Fever                          | 2004      | Продюсер                                 | Версія для Game Boy Advance                            |
| Sakura Wars: So Long, My Love           | 2005      | Генеральний продюсер                     |                                                        |
| Sonic Gems Collection                   | 2005      | Головний продюсер                        |                                                        |
| Shadow the Hedgehog                     | 2005      | Продюсер                                 |                                                        |
| Sonic Rush                              | 2005      | Продюсер                                 |                                                        |
| The Rub Rabbits!                        | 2006      | Продюсер                                 |                                                        |
| Panzer Dragoon                          | 2006      | Виконавчий супервайзер                   | Як частина серії Sega Ages 2500 для PlayStation 2      |
| Sonic Riders                            | 2006      | Виконавчий продюсер                      |                                                        |
| Phantasy Star Universe                  | 2006      | Виконавчий продюсер                      |                                                        |
| Sonic the Hedgehog                      | 2006      | Оригінальний виконавчий продюсер         |                                                        |
| Mario & Sonic at the Olympic Games      | 2007      | Оригінальний виконавчий продюсер         |                                                        |
| Nights into Dreams…                     | 2008/2012 | Висловлена особлива подяка               | Версії для PlayStation 2, PlayStation 3, Xbox 360 и ПК |
| Let's Tap                               | 2008      | Продюсер                                 |                                                        |
| Let's Catch                             | 2008      | Продюсер                                 |                                                        |
| Ivy the Kiwi?                           | 2010      | Продюсер                                 |                                                        |
| Rodea the Sky Soldier                   | 2015      | Керівник                                 |                                                        |
| Інше                                    |           |                                          |                                                        |
| Назва                                   | Рік       | Роль                                     | Примітка                                               |
| «Соник Икс»                             | 2003—2005 | Виконавчий продюсер                      |                                                        |
| «Hi-sCoool! SeHa Girls»                 | 2014      | Актор озвучування                        |                                                        |